# Unionville Center
Unionville Center é uma vila localizada no estado norte-americano de Ohio, no Condado de Union.

## Demografia
Segundo o censo norte-americano de 2000, a sua população era de 299 habitantes.
Em 2006, foi estimada uma população de 282, um decréscimo de 17 (-5.7%).

## Geografia
De acordo com o United States Census Bureau tem uma área de
0,4 km², dos quais 0,4 km² cobertos por terra e 0,0 km² cobertos por água.

## Localidades na vizinhança
O diagrama seguinte representa as localidades num raio de 20 km ao redor de Unionville Center.